# Skriptorium

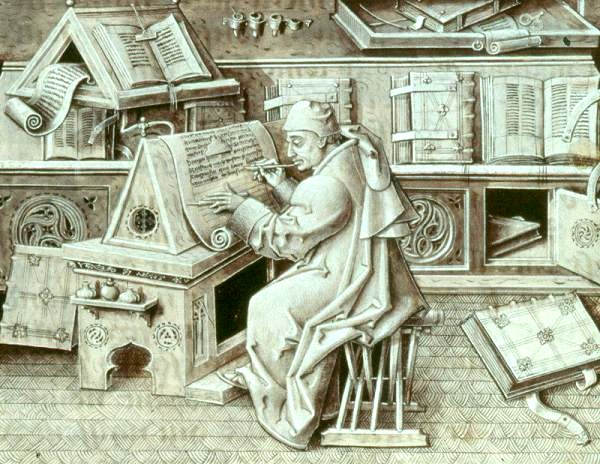
Středověký písař ve skriptoriu, 14. století, Lille

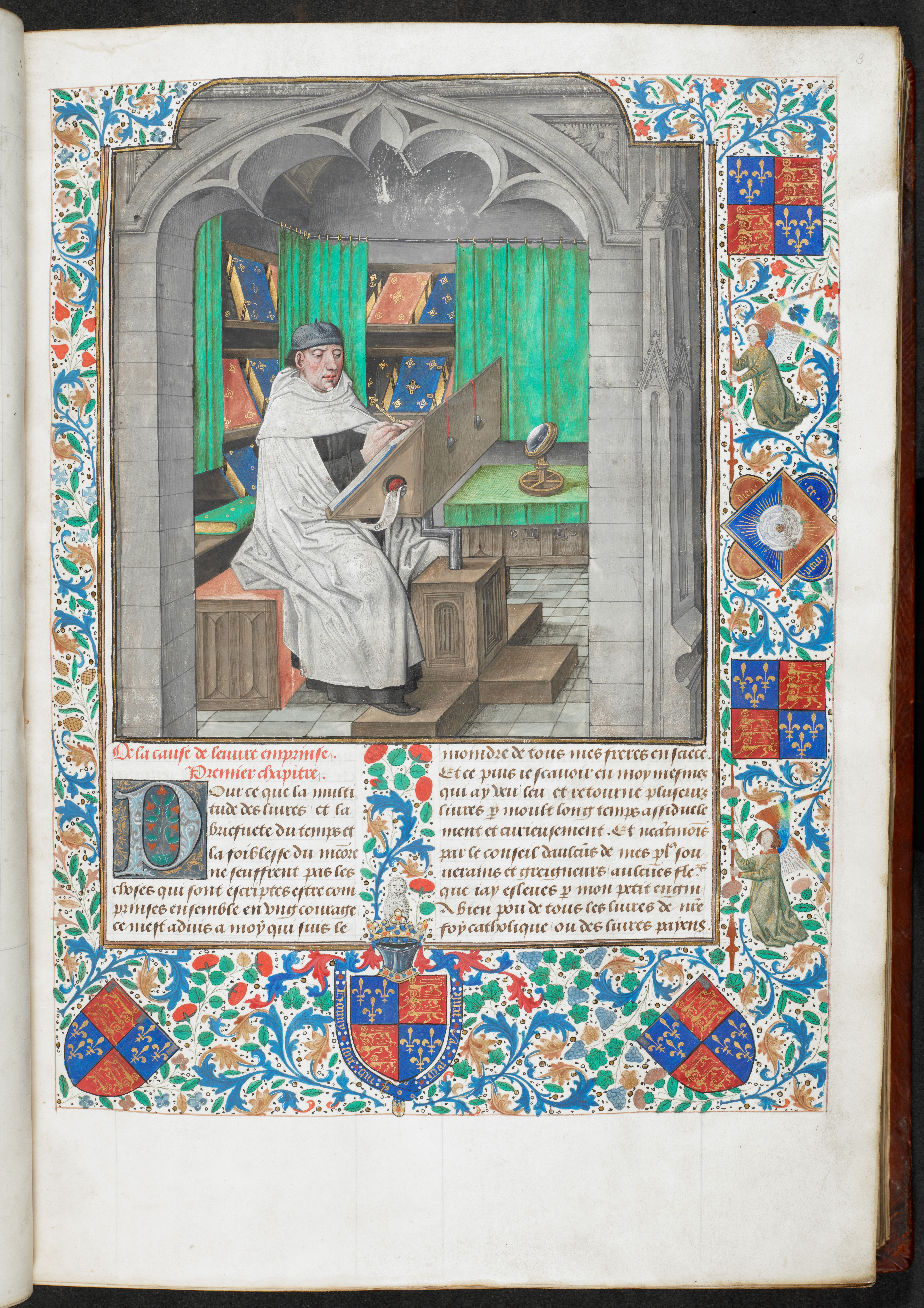
Burgundská písařská dílna z let 1478-1480

Skriptorium je latinský termín, označuje středověkou písařskou dílnu, zprvu klášterní, kde písaři systematicky a kontinuálně opisovali a iluminovali knihy. Vlastní dvorské skriptorium měl už císař Karel Veliký kolem roku 800. Od přelomu 14. s 15. století existovala také ve velkoměstech světská skriptoria.

## Historie

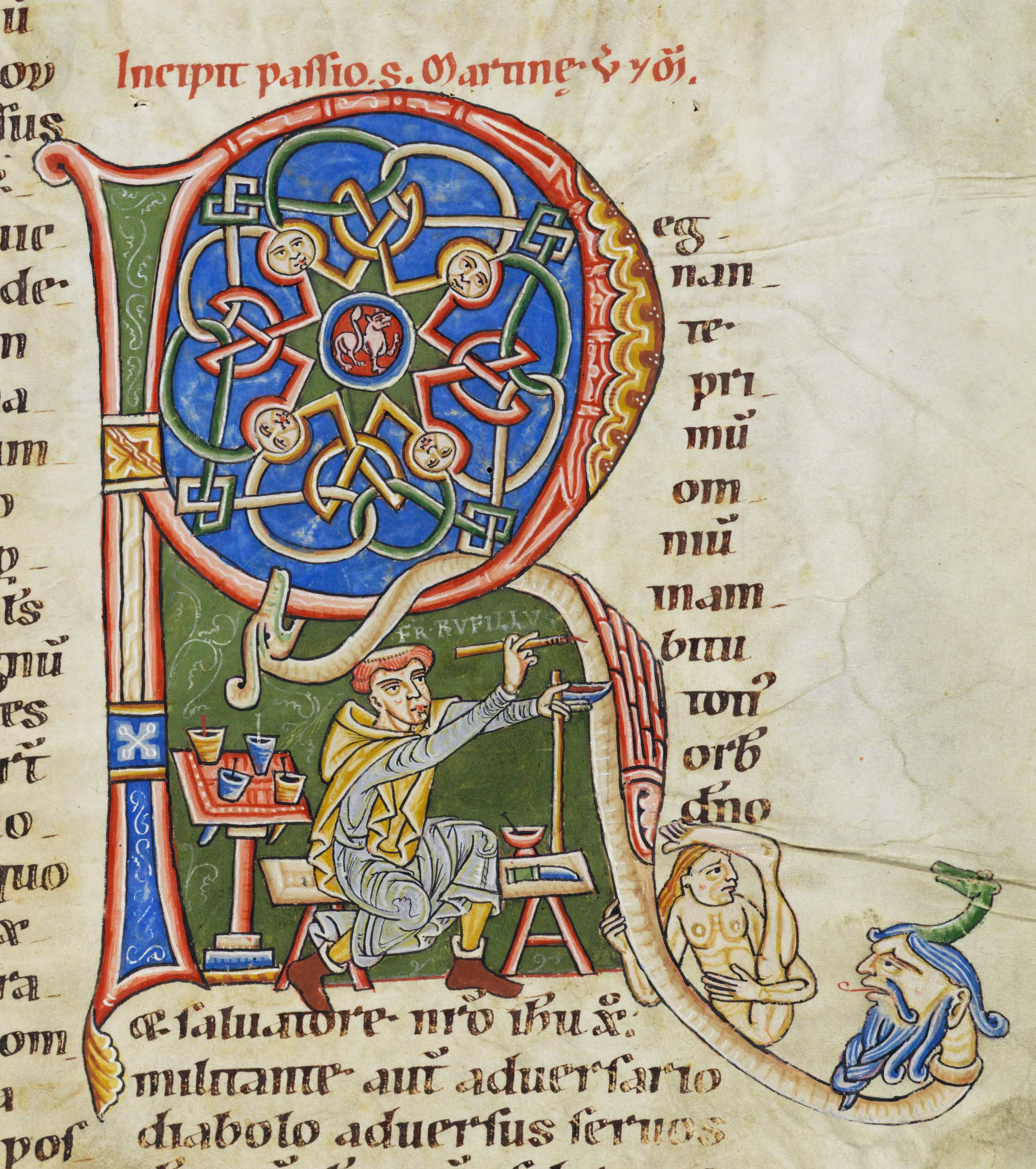
Autoportrét iluminátora Rufilla, Bodmerův kodex, 13. století

Od starověku až do 6. století se uchovávala většina rukopisů v podobě svitků. Dvoj- až čtyřlisty se pak dávaly svázat. První klášter se skriptoriem v Evropě založil učenec a senátor Cassiodorus v jižní Itálii a nazval jej Vivarium.
Další středověké rukopisy, psané nebo také iluminované od 7. do konce 14. století vznikaly v klášterních skriptoriích. Tradici zavedl řád benediktinů, po nich následovali zejména cisterciáci a kartuziáni. Skriptorium bylo součástí budov kláštera, většinou umístěno v knihovně a společně s archivem, vždy v klauzuře. Umístění a dispozice benediktinského skriptoria z 10.-12. století je známa z dochovaného půdorysného plánu kláštera St. Gallen.  
V dílnách se pracovníci dělili podle činnosti: opisovači, iluminátoři, knihvazači. Zhotovování knih bylo náročné na čas, vzdělání a dovednosti písaře, také opatřování předloh pro opis bylo náročně a nákladné. Často tedy místo knih cestovali mezi kláštery profesionální písaři a iluminátoři.  
Od přelomu 14. a 15. století se profesionální práce písařů a iluminátorů začala přesunovat do měst. Umělecky zdobeny byly i světské knihy jako je Codex Manesse nebo rytířské romány.
Další skriptoria vznikala při biskupských a arcibiskupských kapitulách. V 15. století začaly převládat městské písařské a iluminátorské dílny, iluminátoři se sdružovali v malířském cechu. Během 2. poloviny 15. století se začal šířit knihtisk. Tištěné knihy, do roku 1500 zvané prvotisky či inkunábule, dlouho nedosahovaly výtvarné kvality iluminovaných rukopisů. V 16.až 17. století trvala paralelní produkce rukopisných i tištěných knih.

## Česká skriptoria
- Skriptorium kláštera benediktinů v Břevnově
- Skriptorium kláštera benediktinů na Ostrově
- Skriptorium kláštera benediktinů na Sázavě (vznikl zde například Remešský evangeliář)
- Svatojiřské skriptorium – při klášteře benediktinek u sv. Jiří na Pražském hradě[1]
- Skriptorium kláštera premonstrátů na Strahově
- Skriptorium kláštera kartuziánů v Praze na Smíchově
- Skriptorium olomoucké[2]

## Výzkum
Výzkumem skriptorií a určováním původu rukopisů se zabývá paleografie, která zkoumá také psací látky, a kodikologie. Výzkum iluminací podnikají historikové umění.